# Административное деление Марселя

Карта муниципальных округов Марселя

Марсель — один из трёх французских городов (наряду с Парижем и Лионом), разделённых на муниципа́льные округа́ или аррондисма́ны (фр. arrondissement [aʀɔ̃dismɑ̃])).
В 1946 году Марсель был поделён на 16 округов.
В 1965 году муниципальные округа Марселя были сгруппированы в 8 секторов (по два округа в секторе) в соответствии с законом от 9 июля 1987 года. Каждый сектор имеет свой Совет и своего мэра, аналогично городской структуре (городской Совет и городской мэр), но в значительной мере имеющий (в отличие от уровня города) консультативные полномочия.

## Управление
В настоящее время административное управление Марселя осуществляется в соответствии с законом (ПМЛ) № 82-1169, принятым 31 декабря 1982 и определяющим административное управление для трёх городов: Парижа, Марселя и Лиона).
В соответствии с законом ПМЛ, члены Советов избираются в ходе муниципальных выборов. Первые избранные из каждого списка также являются членами городского Совета, остальные только членами секторального Совета. На своей первой сессии, каждый секторальный Совет избирает мэра сектора.
Таким образом, в каждом из секторов проводятся выборы членов секторального Совета (суммарно 303 во всём городе), из которых одна треть выбирается в городской Совет и выбирает мэра Марселя:
| Члены секторального Совета | 22 | 16 | 22 | 30 | 30 | 26 | 32 | 24 | 202 |
| Члены городского Совета    | 11 | 8  | 11 | 15 | 15 | 13 | 16 | 12 | 101 |
| Общее число избираемых     | 33 | 24 | 33 | 45 | 45 | 39 | 48 | 36 | 303 |

## История
В соответствии с законом № 46-2285 от 18 октября 1946 года город Марсель был разделён на шестнадцать муниципальных округов.
В соответствии с законом от 28 июня 1964 для муниципальных выборов Марсель разделяют на восемь секторов, в каждый из которых входит по два муниципальных округа.
Начиная с 1964 года разделение Марселя на сектора несколько раз менялось к муниципальным выборам:

Секторальное деление Марселя с 1965 года

Секторальное деление Марселя с 1983 года

Секторальное деление по закону № 64-620 от 27 июня 1964 года, которое было введено для муниципальных выборов в Марселе, начиная с 1965 года. Марсель был разделён на 8 секторов (по 2 муниципальных округа в каждом) в следующем виде:
- I-й сектор включает: 1-й и 4-й муниципальные округа,
- II-й сектор включает: 2-й и 3-й муниципальные округа,
- III-й сектор включает: 6-й и 7-й муниципальные округа,
- IV-й сектор включает: 8-й и 9-й муниципальные округа,
- V-й сектор включает: 5-й и 10-й муниципальные округа,
- VI-й сектор включает: 11-й и 12-й муниципальные округа,
- VII-й сектор включает: 13-й и 14-й муниципальные округа,
- VIII-й сектор включает: 15-й и 16-й муниципальные округа.

Секторальное деление по закону № 82-1169 от 31 декабря 1982 года, называемого законом ПЛМ (Париж, Лион, Марсель), определил начиная с муниципальных выборов 1983 года разделение Марселя на 7 секторов в следующем виде:
- I-й сектор включает: 1-й, 4-й, 13-й и 14-й муниципальные округа,
- II-й сектор включает: 2-й, 3-й и 7-й муниципальные округа,
- III-й сектор включает: 5-й, 10-й, 11-й и 12-й муниципальные округа,
- IV-й сектор включает: 6-й и 8-й муниципальные округа,
- V-й сектор включает: 9-й муниципальные округ,
- VI-й сектор включает: 15-й и 16-й муниципальные округа.

Секторальное деление Марселя с 1989 года

Le découpage de 1983 est revu par le gouvernement de Jacques Chirac en 1987
Порядок деления Марселя на сектора, принятый в 1983 году был изменён правительством Жака Ширака в 1987 году, вернув деление на восемь секторов, но изменив закрепление, входящих в них муниципальных округов, начиная с муниципальных выборов 1989 года. В настоящее время секторальное деление Марселя имеет следующий вид:
- I-й сектор включает: 1-й и 7-й муниципальные округа,
- II-й сектор включает: 2-й и 3-й муниципальные округа,
- III-й сектор включает: 4-й и 5-й муниципальные округа,
- IV-й сектор включает: 6-й и 8-й муниципальные округа,
- V-й сектор включает: 9-й и 10-й муниципальные округа,
- VI-й сектор включает: 11-й и 12-й муниципальные округа,
- VII-й сектор включает: 13-й и 14-й муниципальные округа,
- VIII-й сектор включает: 15-й и 16-й муниципальные округа.